# Slave to the Grind
Slave to the Grind —en español: "Esclavo de la rutina"— es el segundo álbum de la banda de hard rock estadounidense Skid Row, lanzado en junio de 1991. Fue certificado con el disco de doble platino en los Estados Unidos, disco de plata en el Reino Unido y disco de platino en Canadá. El sonido de la banda se endurece, incluso llegando al speed metal en el tema que da título al álbum.

## Lista de canciones
1. "Monkey Business" – 4:17
2. "Slave to the Grind" – 3:31
3. "The Threat" – 3:47
4. "Quicksand Jesus" – 5:21
5. "Psycho Love" – 3:58
6. "Get the Fuck Out" – 2:42
7. "Livin' on a Chain Gang" – 3:56
8. "Creepshow" – 3:56
9. "In a Darkened Room" – 4:57
10. "Riot Act" – 2:40
11. "Mudkicker" – 3:50
12. "Wasted Time" – 5:46

## Miembros
- Sebastian Bach – Voz
- Dave Sabo – Guitarra
- Scotti Hill – Guitarra
- Rachel Bolan – Bajo
- Rob Affuso – Batería

## Sencillos
| Año  | Título               | Lista                  | Posición |
| ---- | -------------------- | ---------------------- | -------- |
| 1991 | "Monkey Business"    | Mainstream Rock Tracks | 13       |
| 1991 | "Monkey Business"    | UK Singles Chart       | 19       |
| 1991 | "Slave to the Grind" | UK Singles Chart       | 43       |
| 1991 | "Wasted Time"        | Billboard Hot 100      | 88       |
| 1991 | "Wasted Time"        | Mainstream Rock Tracks | 30       |
| 1991 | "Wasted Time"        | UK Singles Chart       | 20       |
| 1991 | "In a Darkened Room" | Suiza                  | 27       |